# Pie' di marmo
Il Pie' di marmo è una scultura raffigurante appunto un piede in marmo sito in Via Santo Stefano del Cacco a Roma nel rione Pigna.

## Descrizione
La scultura raffigura un piede sinistro con un sandalo con suola rialzata e lacci in cuoio da legarsi intorno al collo del piede, il sandalo era tipo crepida. Il personaggio che lo calzava era forse un acrolito Campense, o forse era la dea Iside, e proveniva appunto dal santuario egizio di Roma dedicato alla dea Iside e Serapide. Alcune teorie lo vorrebbero parte di un'unica, grande statua il cui frammento più grande sarebbe il busto oggi denominato Madama Lucrezia.

## Storia
Nel Cinquecento la scultura era addossata in un palazzo sito in Via Pie' di Marmo, via che da questa scultura prese il nome. Nel 1878 la scultura fu spostata nella posizione in cui si trova ancora in Via Santo Stefano del Cacco per non ostacolare il corteo funebre di Vittorio Emanuele II, in cui Cacco è una storpiatura del termine macaco, difatti macaco sarebbe il soprannome di una statua del dio egizio Thot con le sembianze di babbuino che si trovava per l'appunto nel tempio egizio di Roma suddetto. Secondo un'altra ipotesi, in Via Santo Stefano del Cacco c'era un calzolaio, così la statua sarebbe stata una grande insegna pubblicitaria.